# Novel·la pastoral

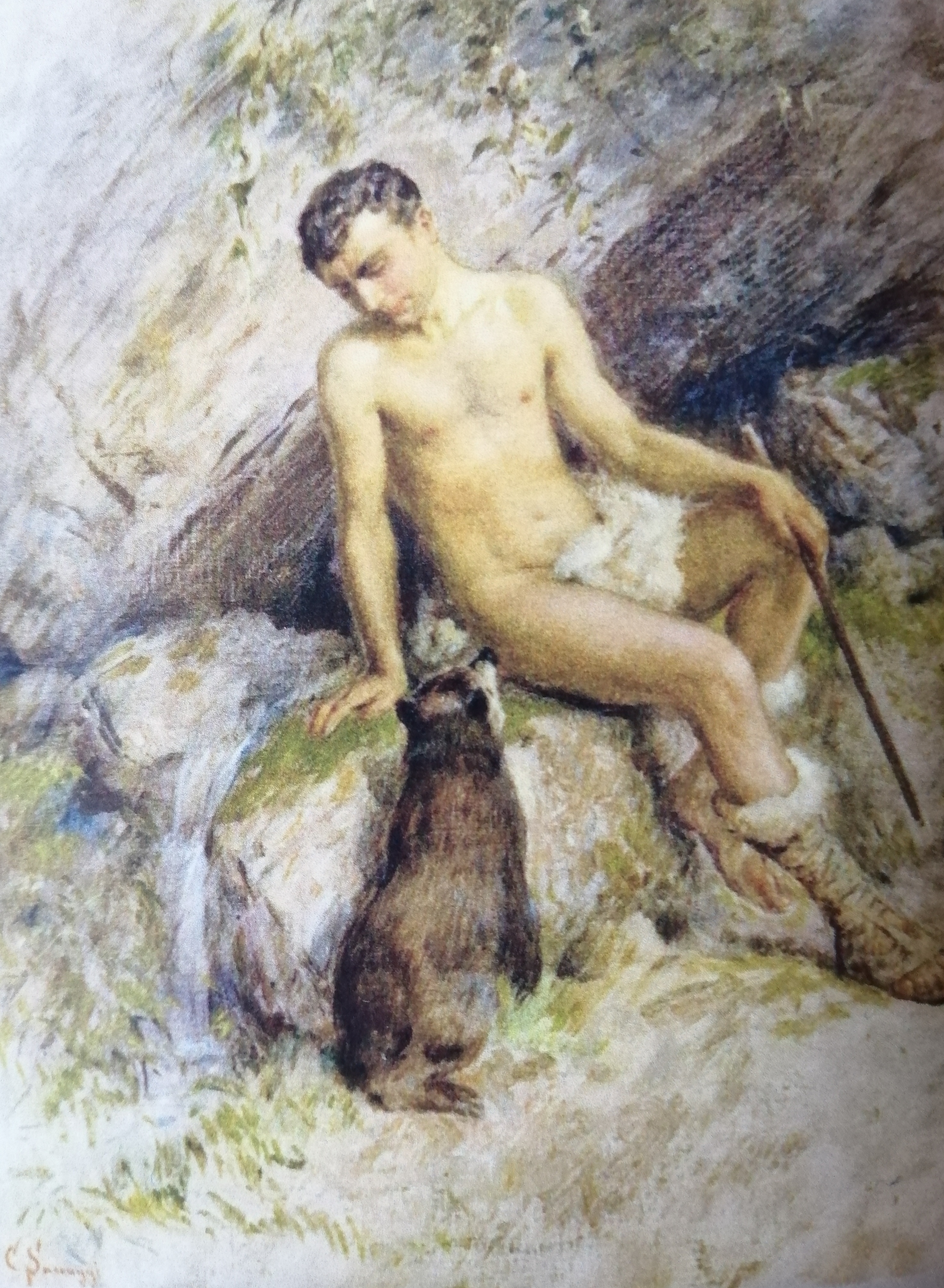
"Pastore di Arcadia" - "Pastore em um ambiente bucólico", obra de estilo neoclássico do pintor Cesare Saccaggi de Tortona

La novel·la pastoral és un gènere de novel·la que es va iniciar al segle xvi i que es caracteritza per narrar aventures amoroses galants en un entorn rural descrit com un locus amoenus. Els protagonistes són nobles que volen tenir relacions amb pastors o altres nobles i que fugen de les ciutats per trobar la pau i la bellesa al camp, en un to similar al de l'ègloga. És una novel·la d'evasió, on l'atenció es fixa en l'estil harmònic i en el final feliç de les aventures amoroses, idealitzades.

## Novel·les destacades
- Dafnis i Cloe, de Longus
- Arcàdia de Jacopo Sannazaro
- Diana de Jorge de Montemayor
- La Galatea de Miguel de Cervantes
- The Arcadia de Philip Sidney
- Astrea d'Honoré d'Urfé.